# Yang Chen
Dans ce nom chinois, le nom de famille, Yang, précède le nom personnel.
Yang Chen, né le 17 janvier 1974 à Pékin (Chine), est un footballeur chinois, reconverti entraîneur. 
Il a joué notamment à l'Eintracht Francfort et au FC St. Pauli.